# Tullebølle
Tullebølle är en tätort i Langelands kommun i Region Syddanmark i Danmark. Tätorten har 756 invånare (2024). Den ligger på ön Langeland, cirka 5,5 kilometer nordost om Rudkøbing.